# Xiphorhynchus chunchotambo
A Xiphorhynchus chunchotambo a madarak (Aves) osztályának verébalakúak (Passeriformes) rendjébe, valamint a fazekasmadár-félék (Furnariidae) családjába és a fahágóformák (Dendrocolaptinae) alcsaládjába tartozó faj.

## Rendszerezés
A Xiphorhynchus ocellatus alfaja volt Xiphorhynchus ocellatus chunchotambo néven, önálló fajjá nyilvánítását egyes szervezetek még nem fogadják el.

## Előfordulása
Bolívia, Kolumbia, Ecuador, Peru és Venezuela területén honos.

## Megjelenése
Átlagos testhossza 25 centiméter, testtömege 30-38 gramm.

## Külső hivatkozás
- Képek az interneten a fajról
- Xeno-canto.org - a faj hangja és elterjedési területe